# 罗杰·米罗
罗杰·米罗（葡萄牙語：Roger Mello，1965年11月20日—）是巴西插画家、儿童文学作家。2014年国际安徒生插画家奖得主。

## 生平
1965年出生于巴西利亚。毕业于里约热内卢州立大学工业设计学院。后来走向了儿童绘本创作生涯。他的作品大多取材于巴西传统文化，同时也不乏创新元素，集抽象表现主义、立体派、欧普艺术等现代艺术风格于一身，给读者强烈的视觉冲击。
2017年8月26日受邀来到中国国家图书馆参观“世界插画大展国际安徒生奖（终身成就）50周年展”。

## 中文版本
与曹文轩合著系列
- 曹文轩（文）; 罗杰·米罗（绘）. . 中国少年儿童出版社. 2013年9月. ISBN 978-7-233-30314-6.
- 曹文轩（文）; 罗杰·米罗（绘）. . 中国少年儿童出版社. 2017年7月. ISBN 978-7-5148-4088-9.

国际安徒生奖儿童小说丛书
- 罗杰·米罗. . 由高静然翻译. 人民文学出版社. 2017年4月. ISBN 978-7-02-012255-4.
- 罗杰·米罗. . 由高静然翻译. 人民文学出版社. 2017年5月. ISBN 978-7-02-012252-3.
- 罗杰·米罗. . 由汤锐翻译. 中国少年儿童出版社. 2017年8月. ISBN 978-7-5148-4107-7.

国际安徒生奖大奖书系
- 罗杰·米罗. . 由杨柳青翻译. 安徽少年儿童出版社. 2014年5月. ISBN 978-7-5397-7022-2.
- 罗杰·米罗. . 由王潇潇翻译. 安徽少年儿童出版社. 2016年4月. ISBN 978-7-5397-8527-1.